# Pan.Thy.Monium
Pan.Thy.Monium – szwedzki zespół metalowy, założony w 1990 roku przez braci Daga i Dana Swanö, działający do roku 1996. Oprócz nich do zespołu należeli m.in. muzycy grający w Edge of Sanity, innej grupie powołanej do istnienia przez Dana Swanö. Łącząc w swojej twórczości death i black metal z innymi odmianami muzyki, takimi jak metal progresywny, jazz, noise, rock awangardowy czy muzyka eksperymentalna, grupa wykorzystywała dosyć bogate i zróżnicowane instrumentarium, więc obok gitar, basu, perkusji i rozmaitych instrumentów perkusyjnych m.in. saksofon barytonowy, skrzypce i instrumenty klawiszowe, sięgała również po nietypowe efekty dźwiękowe. W ciągu kilku lat muzycy, którzy skrywali swoją tożsamość pod pseudonimami, nagrali trzy płyty studyjne, w istocie będące albumami koncepcyjnymi, poświęconymi wymyślonym opowieściom nt. bożka nicości i mroku Raagoonshinnaah i jego walki z Amaraah, bóstwem światłości.

## Muzycy
Opracowano na podstawie materiału źródłowego.
- Dan Swanö (Day DiSyraah) – gitara basowa, instrumenty klawiszowe
- Dag Swanö (Äag) – gitara prowadząca, saksofon barytonowy, instrumenty klawiszowe
- Robert Ivarsson (Mourning) – gitara rytmiczna
- Robert Karlsson (Derelict) – śpiew
- Benny Larsson (Winter) – perkusja, instrumenty perkusyjne, skrzypce

## Dyskografia
Opracowano na podstawie materiału źródłowego.
Albumy studyjne:
- (1992) Dawn of Dreams
- (1993) Khaooohs
- (1996) Khaooohs and Kon-Fus-Ion

Minilabumy:
- (1991) Dream II

Albumy kompilacyjne:
- (2001) Dawn of Dreams & Khaooohs
- (2010) ...Dawn/Dream II

Dema:
- (1990) …Dawn